# CD-ROM

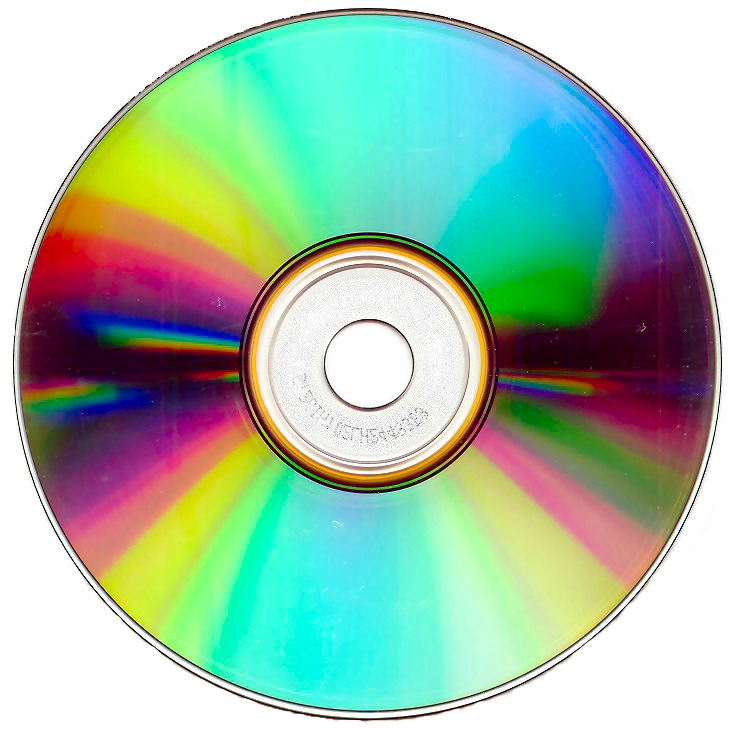
CD-ROM

CD-ROM, akronym för Compact Disc - Read Only Memory är en typ av CD-skiva för optisk datalagring. Den blev allt populärare under tidigt 1990-tal.

### Fotnoter
1. ↑  ”25 år med CD-cskivan”. Sveriges Television. 17 augusti 2007. https://www.svt.se/nyheter/inrikes/25-ar-med-cd-cskivan. Läst 30 januari 2019.